# Costaconvexa fulvitincta
Costaconvexa fulvitincta là một loài bướm đêm trong họ Geometridae.